# Závory Zoltán
Závory Zoltán (Závori; Pápa, 1906. január 20. – Szilsárkány, 2000. január 26.) festőművész, restaurátor.
Felesége: Závoryné Székely Emília.

## Élete
A budapesti Képzőművészeti Főiskolán végzett. 1924–1928 között Bosznai István, Edvi Illés Aladár és Réti István tanítványaként, restaurálást Balló Edétől, falképfestést pedig Dudits Andortól tanult. 1928–1930 között Baranszky E. László tanársegédje az akvarell és rajzpedagógia szakon.
Ő készítette II. János Pál pápa 1991-es magyarországi látogatásának plakátját (Életünk Krisztus). Oltártervek, szentélyrácsok, egyházi zászlók, stációk, gyertyatartók, templomi berendezések tervezője, kivitelezője. Mintegy 280 templomban dolgozott.

## Elismerései
- 1927-ben biztosítási plakátpályázaton nyert díjat
- 1934-ben Ady-illusztrációival nyert díjat
- 1959-ben, 1960-ben és 1961-ben ünnepi plakátpályázaton díjnyertes

## Alkotásai, restaurálásai
- restaurálás: kalocsai székesegyház, Ajka-Tósokberénd, Egervár, Hőgyész, Káld, Nagylózs és Sárvár temploma, Csehimindszent Mindenszentek Plébánia 1982, Vértessomló, Környe.
- Falképei: 1935–1937: pápai ferences templom, 1942: kapuvári Assisi Szt Ferenc-templom, 1971–72: soproni Szent Domonkos-templom, 1986: Németkér, 1991–1992: Nagyatád. Dolgozott Csepreg, Döbörhegy, Kallósd, Környe, Nagyatád, Nagykanizsa-Bajcsa, Olaszfalu, Sülysáp, Vértessomló; Szlovákiában: Bart, Csári, Galánta, Gúta, Nagycétény, Nagykovalló, Sasvár-Morvaőr templomaiban.
- Színes üvegablakai: Csapod, Kapuvár, Körmend, Salköveskút, Und.
- Maratott üvegablakai: Nagyatád-Bodvica (1999), Stagersbach (Au.).